# James Ewell Brown Stuart
Pour les articles homonymes, voir Ewell (homonymie), Brown et Stuart.
Cet article possède des paronymes, voir James Brown, James Stuart et Jeb Stuart.
James Ewell Brown Stuart, dit Jeb Stuart, (né le 6 février 1833 et mort le 12 mai 1864) est un militaire américain, originaire de Virginie. Durant la guerre de Sécession, il devint général de cavalerie dans l'Armée des États confédérés et fut tué au combat lors de la campagne de la Wilderness.
Lui et sa cavalerie n'ont pas manqué de se faire remarquer par leurs charges destructrices durant de nombreuses campagnes et il devint l'incontournable pour les offensives du général Lee.

## Jeunesse et formation
Jeb Stuart est né en 1833 dans une plantation du sud de la Virginie. Son père, Archibald Stuart était un avocat et un politicien. Ses études achevées, Stuart intégra en 1850 l'académie militaire de West Point, laquelle était à cette époque dirigée par Robert E. Lee. Durant sa jeunesse, Stuart semble s'être vivement intéressé à l'histoire ainsi qu'aux mathématiques.

## Service dans l'US Army
Au sein de la cavalerie de l'US Army, Jeb Stuart fut principalement affecté dans le sud-ouest des États-Unis, où il eut l'occasion de participer à des guerres contre les Amérindiens ainsi qu'aux troubles qui agitèrent le Kansas peu avant la guerre civile. En 1859, Stuart participa également à la répression d'une insurrection anti-esclavagiste menée par John Brown dans la ville de Harpers Ferry.

## La guerre de Sécession
Il se fait remarquer dès le début du conflit au cours de la première bataille de Manassas (Bull Run pour les Nordistes) lorsqu'il parvient à contrer une offensive par une charge du 1er régiment de cavalerie de Virginie. Une fois la bataille terminée, le colonel Stuart et ses hommes participent à la poursuite des Nordistes s'enfuyant sur les routes vers Washington.
Remarqué, lors de l'affaire de Lewinsville, par J.E. Johnston, il est chaudement recommandé par ce dernier pour une promotion. Rapidement devenu général, Stuart participe à la majorité des actions du théâtre oriental de la guerre de Sécession (en particulier la campagne de la Péninsule et à Antietam). En décembre 1862, Stuart, ses cavaliers et son artillerie tractée, s'illustrent au cours de la défense de Fredericksburg.
C'est toutefois en dehors des principaux champs de bataille que Stuart commence à acquérir sa renommée. Alors même que le général nordiste Pope tente sans succès d'envahir la Virginie, Stuart mène plusieurs raids de cavalerie sur ses arrières, semant le désordre dans les lignes d'approvisionnement tout en ne perdant que relativement peu d'hommes. Ainsi, lors d'une action menée derrière la rivière Rappahannock fin 1862, on estime que Stuart mit hors combat près de 230 soldats fédéraux tout en n'ayant à déplorer que 27 pertes chez ses cavaliers. Un autre raid, mené au cours de l'automne, permet à Stuart de pénétrer le nord jusqu'en Pennsylvanie, d'où il revient avec plus d'un millier de chevaux en n'ayant perdu que deux hommes.
Les succès de Stuart illustrent tout à fait ce que fut l'évolution du rôle de la cavalerie au cours du XIXe siècle. Cette arme, devenue trop vulnérable face aux fusils de plus en plus perfectionnés et précis, quitta les grands champs de bataille pour se voir confier des tâches de reconnaissance, de mystification ou de pillage.

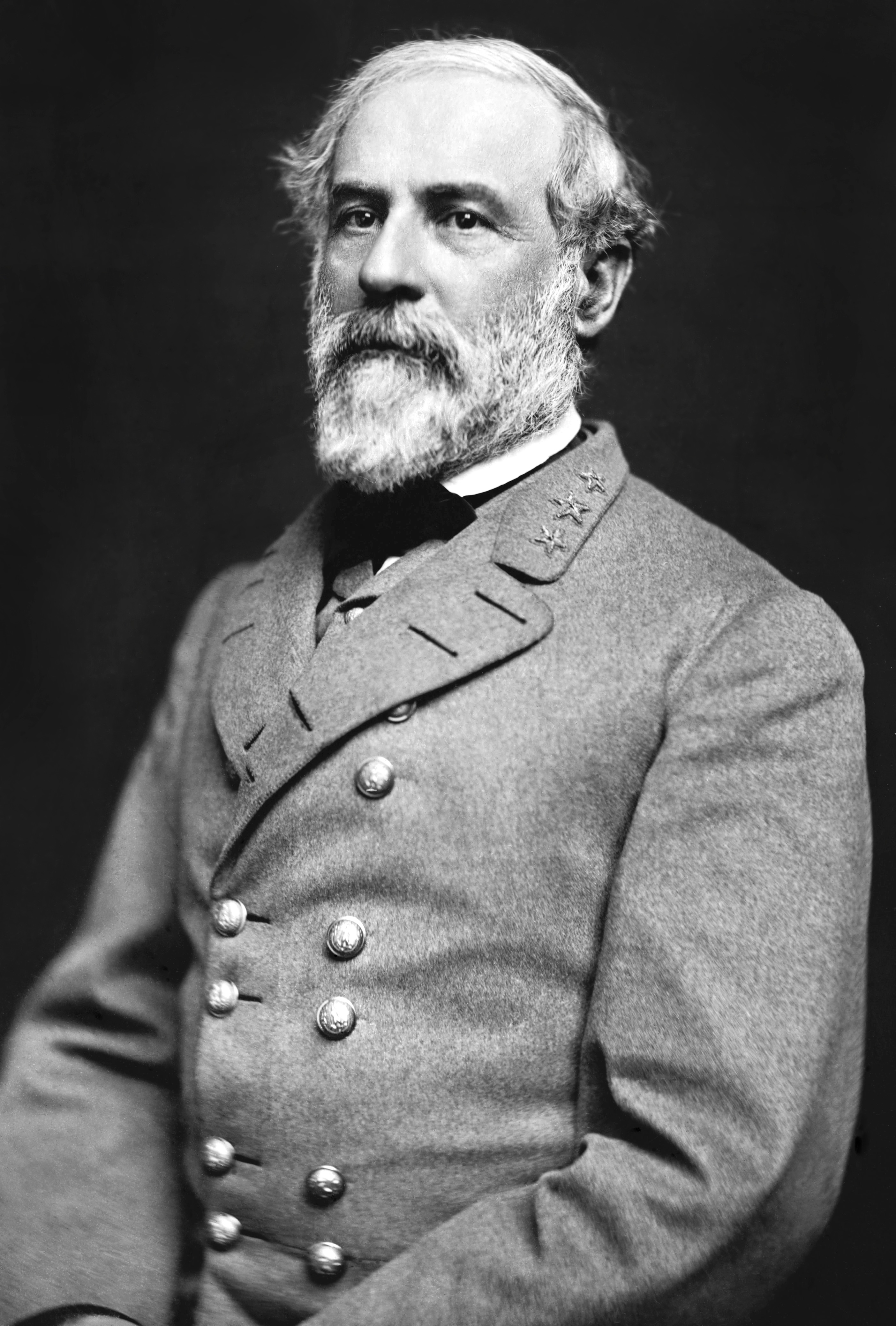
Le général Robert Lee, commandant de l'armée de Virginie, eut souvent recours à la cavalerie de Stuart pour reconnaître les positions ennemies.

Si ces opérations spectaculaires du début de la guerre firent beaucoup pour remonter le moral sudiste et donnèrent aux cavaliers confédérés un certain ascendant psychologique sur leurs adversaires, on peut toutefois songer qu'elles n'eurent aucun impact décisif sur l'issue des campagnes. Cette situation changea néanmoins radicalement avec la nomination du général Lee au poste de commandant des armées confédérées de l'est. Ce dernier fit en effet de Stuart une pièce maîtresse dans l'élaboration de ses plans défensifs et surtout offensifs. Ainsi, ce fut un raid audacieux de Stuart en juin 1862 qui permit à Lee de découvrir quel était le flanc le plus exposé du général McClellan. L'offensive ainsi préparée (la bataille des Sept Jours) parvint tant bien que mal à sauver la capitale de la confédération, succès largement dû au talent d'éclaireur de Stuart et de sa cavalerie. Lee ne tarda guère à récompenser l'habileté de son subordonné puisque celui-ci fut promu au rang de major général et prit la place de "Stonewall" Jackson, l'un des commandants les plus prestigieux du sud après que celui-ci fut tué lors de la bataille de Chancellorsville.
L'année 1863 marqua pourtant la fin de la suprématie de la cavalerie confédérée sur celle de l'Union. Réorganisée et surtout mieux équipée, cette dernière tint la dragée haute aux cavaliers de Stuart en juin lors d'un accrochage sanglant à Brandy Station. Stuart parvint bien à repartir en expédition vers le nord quelques semaines plus tard mais ce fut alors l'armée de Lee, privée de ses yeux en pleine invasion du nord qui se retrouva dans une situation délicate. Les cavaliers épuisés de Jeb Stuart ne parvinrent à rejoindre le reste de l'armée qu'à Gettysburg et ne purent y jouer qu'un rôle bien mince en perturbant Meade lorsqu'il tenta de poursuivre les rebelles en déroute.

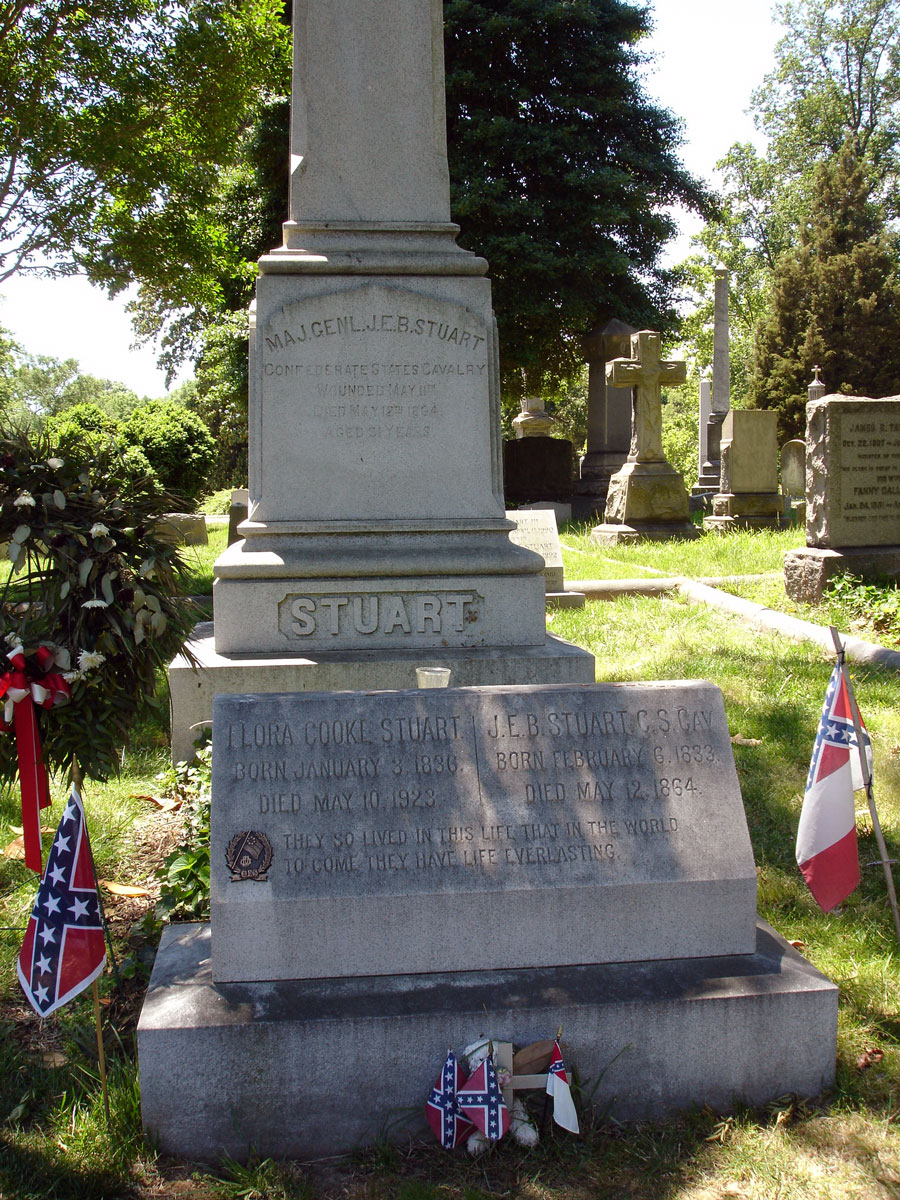
Tombe de James Ewell Brown Stuart et de sa femme Flora au Hollywood Cemetery.

Jeb Stuart fut finalement tué le 12 mai 1864 à la tête de ses cavaliers par ceux du général Philip Sheridan, symbole même de la terrible cavalerie rénovée de l'Union. Le fringant cavalier sudiste reçut une blessure mortelle à Yellow Tavern, durant la campagne de la Willderness en tentant de protéger le maigre ravitaillement destiné à l'armée de Lee.

## Hommages

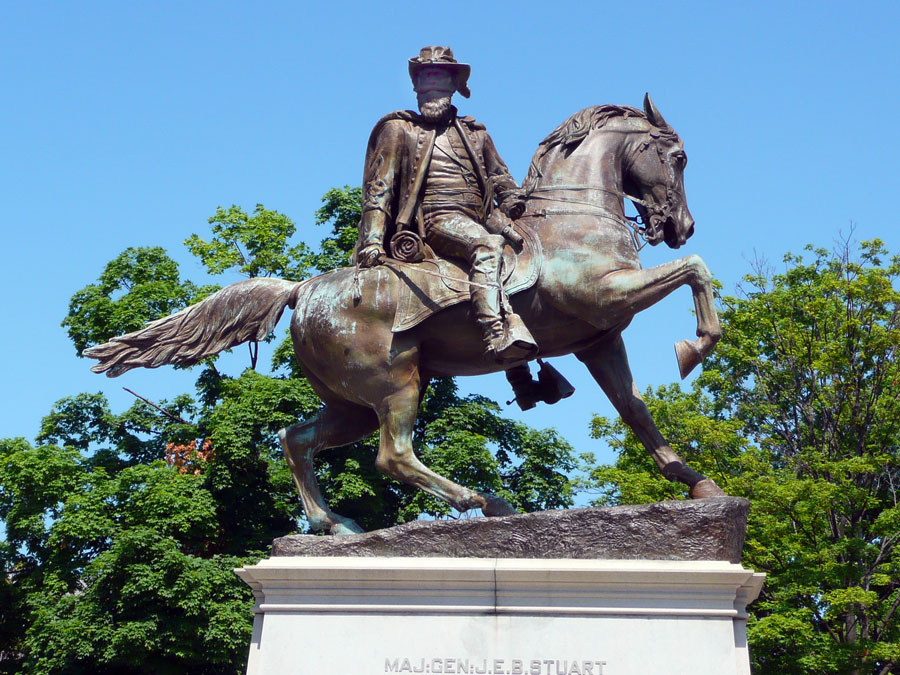
Statue équestre de Jeb Stuart de l'ancien monument J. E. B. Stuart, inaugurée en 1907, et retirée en 2020.

De son vivant, le major général Stuart était tout aussi célèbre pour ses talents de militaire que pour son remarquable accoutrement (dans une armée où, il est vrai, la mise des soldats défiait régulièrement le concept même d'uniforme). Les témoins le décrivent en effet comme ayant été souvent vêtu d'une longue cape, de gants lui couvrant tous les avant-bras et de bottes lui parvenant jusqu'à mi-cuisse. Les photographies le montrent également paré d'un chapeau orné d'une plume d'autruche.
Les Britanniques donnèrent au char léger M3, alors en dotation dans l'armée anglaise, le surnom de Stuart en hommage à James Ewell Brown Stuart.
Stuart fait partie des « héros » célébrés par les partisans de la « Cause perdue ». Il avait son propre monument (en) sur Monument Avenue à Richmond en Virginie, inauguré en 1907, aux côtés de ceux de Robert E. Lee, Jefferson Davis ou encore Stonewall Jackson. Comme de nombreux monuments sudistes, il a été retiré de son emplacement le 7 juillet 2020, dans le prolongement des mouvements de protestation consécutives au meurtre de George Floyd.